# Накадзима, Кадзуки
Кадзу́ки Накадзи́ма (яп. 中嶋一貴 Накадзима Кадзуки, род. 11 января 1985, Окадзаки, префектура Айти, Япония) — японский автогонщик, пилот Формулы-1 (2007-2009), чемпион мира по автогонкам на выносливость (2018/2019), трёхкратный победитель 24 часов Ле-Мана (2018, 2019, 2020).
Потомственный автогонщик. Отец Кадзуки — Сатору Накадзима — выступал в 24 часах Ле-Мана (1985, 1986) и Формуле-1 (1987—1991). Его младший брат Дайсукэ Накадзима — также автогонщик.

## Биография

### Перед Формулой-1
Накадзима начал свою карьеру в гонках в 1996, когда он выступал в картинге. Спустя три года он стал коронованным чемпионом Suzuka Formula ICA. После нескольких внушительных успехов, Накадзима был взят японским автоконцерном Toyota в программу поддержки пилотов.
Его отца, на протяжении всей его карьеры, поддерживали главные конкуренты Toyota — Honda. Накадзима надеялся, что присоединяясь к Toyota он оградит себя от любых обвинений в том, что отец продвинул его карьеру.
В 2002 Накадзима выиграл место в Формуле-Тойота, где спустя год он стал чемпионом. Он дошёл до Японской Формулы-3 в 2004, выиграв две из 20 гонок и финишировав пятым в зачёте пилотов.
Кадзуки остался в Японской Формуле-3 на сезон 2005, завершив сезон на втором месте. Он согласовал выступление в этом чемпионате с выступлением в японской серии спорткаров GT300, где он финишировал восьмым.
Накадзима перешёл в Евросерию Формулы-3 в 2006 и сражался с Себастьяном Феттелем и Полом ди Рестой. После сильного старта сезона со вторым местом в первой гонке и победой на четвёртом этапе, Накадзима финишировал седьмым с 36 очками, где он оказался позади напарников по команде Manor Motorsport Кохэя Хиратэ (третье место) и Эстебана Гурриери (четвёртое место). Чемпионат выиграл ди Реста с 86 очками.

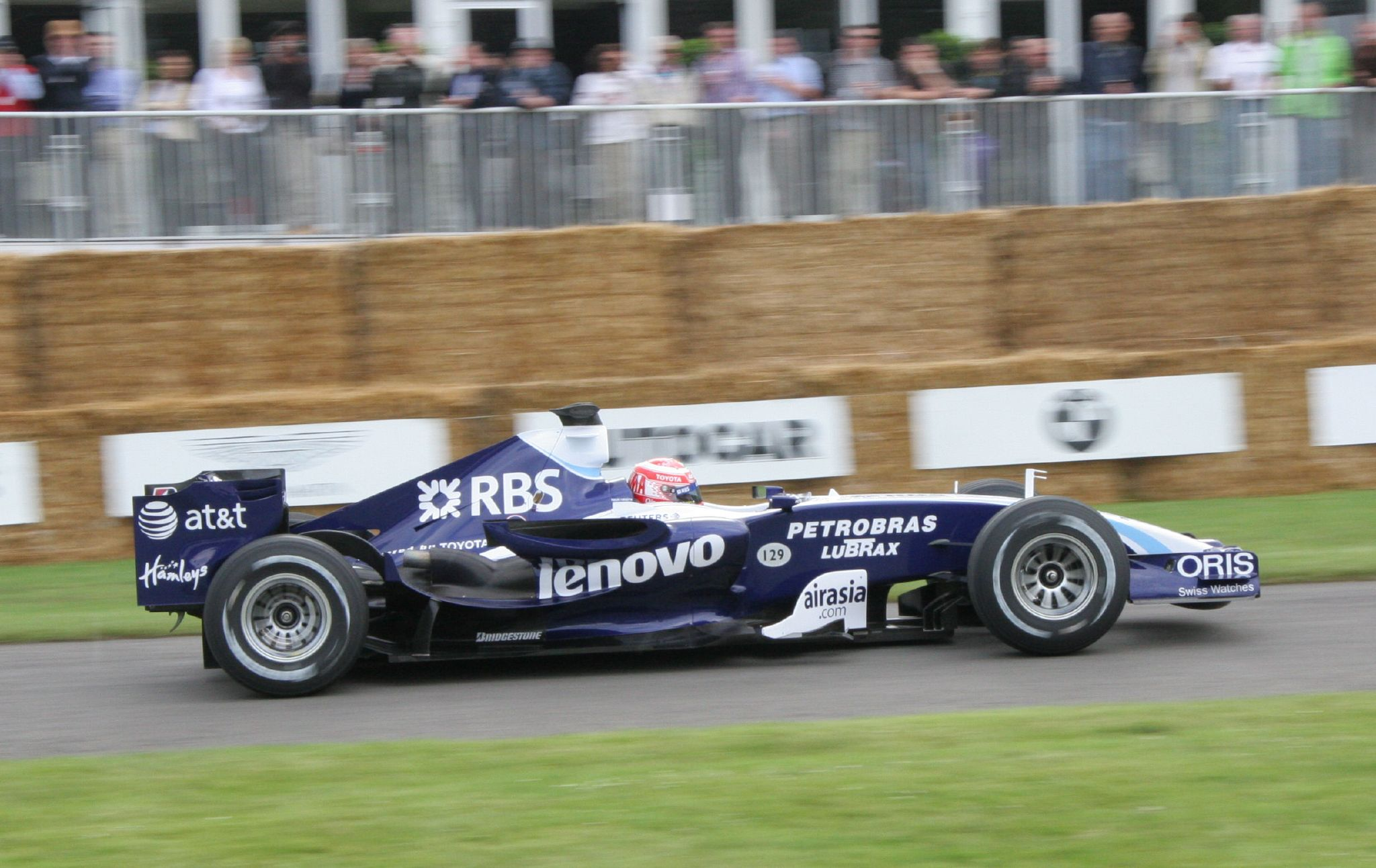
Накадзима управляет Williams FW29 на Гудвудском фестивале скорости 2007 года.

В ноябре 2006 года Накадзима был объявлен тест-пилотом Williams в сезоне 2007 Формулы-1, вместе с поддерживающим тест-пилотом Нараином Картикеяном и боевыми пилотами Нико Росбергом и Александром Вурцем, он нацеливался на место основного пилота в 2008. Дебют Накадзимы за рулём болида Формулы-1 состоялся на трассе Фудзи Спидвей в ноябре 2006, где он провёл четыре демонстрационных круга в сырых условиях.
Кадзуки участвовал в серии GP2 в 2007 за команду DAMS вместе с французским чемпионом сезона 2005-06 А1 Гран-при Николя Лапьером. Накадзима также выполнял обязанности тест-пилота Williams, проведя 7,000 км тестовой дистанции с командой.
Единственный год Накадзимы в GP2 прошёл без побед, но благодаря серии из пяти подиумов, он стал лучшим новичком сезона. Накадзима завершил сезон на пятом месте, обогнав практически в два раза Лапьера. Также японец стал причиной аварии в Стамбуле, когда он врезался в лидера воскресной гонки Каруна Чандхока и получил за это штраф в виде проезда через пит-лейн.

### Формула-1

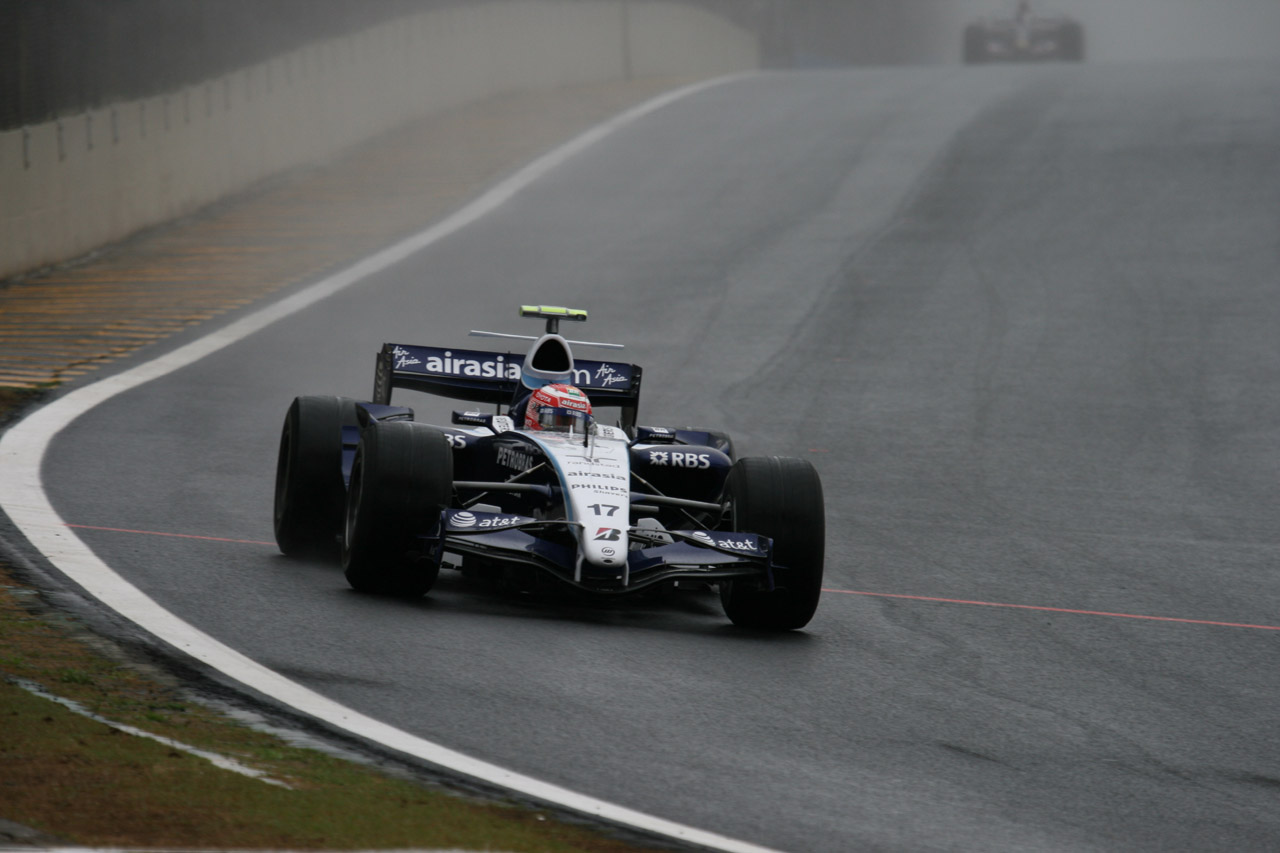
Накадзима на дождливой первой сессии свободных заездов Гран-при Бразилии 2007 года. Его отец Сатору также совершил свой дебют в Формуле-1 на Гран-при Бразилии в 1987.

9 октября 2007 года было объявлено, что Александр Вурц покинет Williams, а Накадзима проведёт вместо него финал сезона в Бразилии. Накадзима финишировал десятым, установил пятое быстрейшее время круга — быстрее чем напарник Нико Росберг, который финишировал четвёртым.

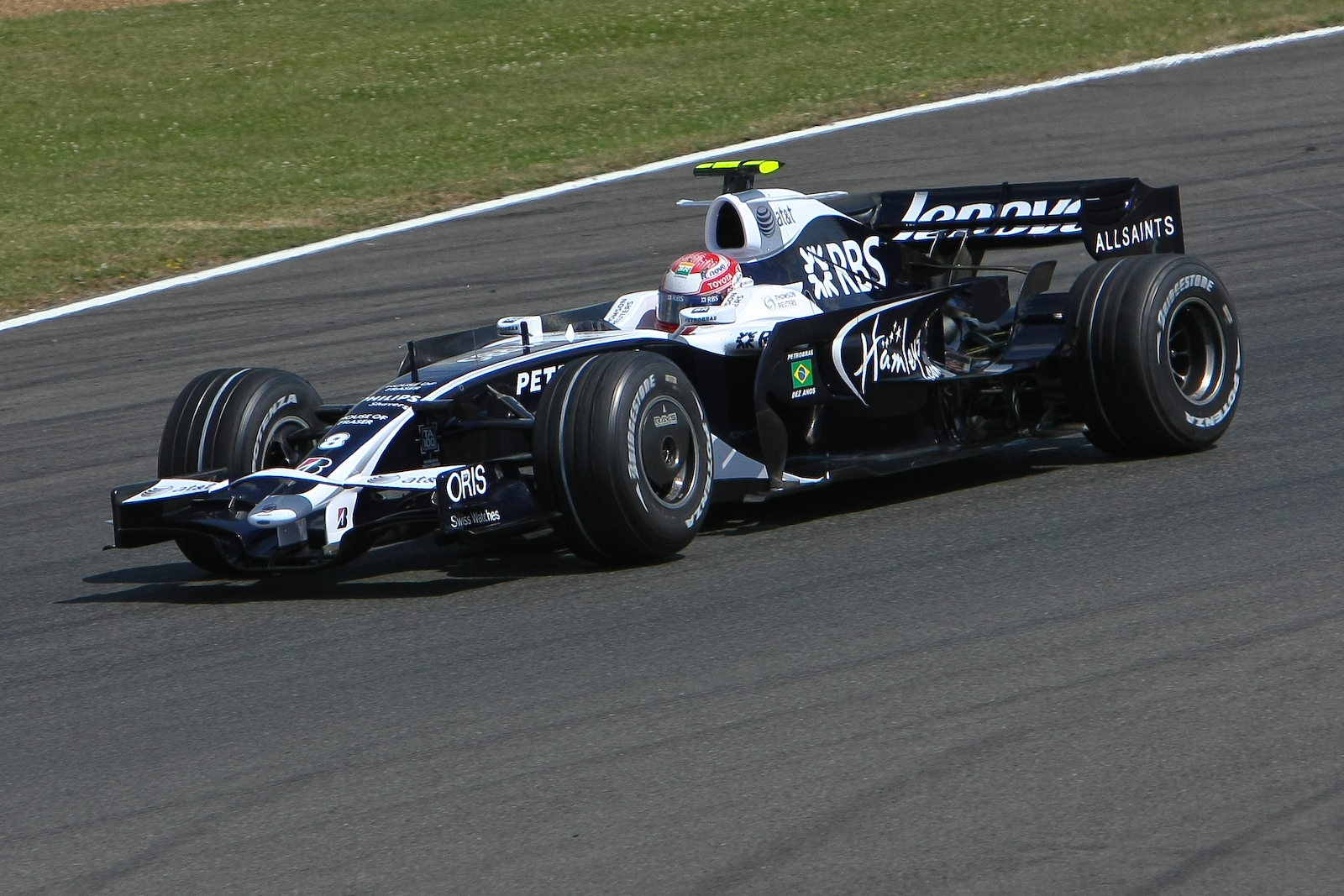
Накадзима за рулём Williams FW30 на Гран-при Великобритании 2008 года.

На своём первом пит-стопе, Накадзима промахнулся с въездом в боксы и сбил двух механиков команды. Механиков отвезли в госпиталь для обследования. Японец принёс извинения за ошибку: «Прежде всего, хочу сказать, мне очень жаль, что некоторые мои механики получили травмы во время пит-стопа, и я надеюсь, что с ними всё в порядке. Это была хорошая дебютная гонка, но этим она была несколько омрачена.»
Патрик Хэд прокомментировал: «Кадзуки для дебютанта проехал хорошо. Его времена на круге очень впечатляющие и он сделал хорошую заявку на будущее в Формуле-1. Некоторые наши механики сегодня пострадали, сейчас их осматривают, и мы выражаем им свои наилучшие пожелания.»
7 ноября в Williams подтвердили что Накадзима станет партнёром Росберга по команде Williams в сезоне 2008 года. Старт сезона 2008 на Гран-при Австралии прошёл успешно для Накадзимы. Он финишировал седьмым, но получил шестое место после дисквалификации Рубенса Баррикелло. Позднее он финишировал седьмым на Гран-при Испании, квалифицировавшись впереди напарника. Инцидент в первом повороте с Джанкарло Физикеллой в Стамбуле привёл японца к сходу. Накадзима набрал два очка в Монако, где до него ни один японский пилот Формулы-1 не смог набрать очки.. Кадзуки сошёл на Гран-при Канады 2008 года после аварии в стену пит-лейн, когда он ехал за новым передним антикрылом. Накадзима заработал очко на Гран-при Великобритании 2008 года. В первой ночной гонке в истории Формулы-1 в Сингапуре, Накадзима впервые прошёл в третью часть квалификации, он занял десятое место на стартовой решётке. А к финишу он пришёл девятым так и не заработав очков. На последнем Гран-при Великобритании, проходящем в Сильверстоуне, Накадзима показал лучший в карьере квалификационный результат, показав пятое время.

## Результаты выступлений

### Гоночная карьера
| Результаты | Результаты               | Результаты              | Результаты | Результаты | Результаты | Результаты | Результаты |
| Сезон      | Серия                    | Команда                 | Гонки      | Победы     | Поулы      | Очки       | Место      |
| ---------- | ------------------------ | ----------------------- | ---------- | ---------- | ---------- | ---------- | ---------- |
| 2003       | Формула-Тойота           | TOM'S Spirits           | 10         | 3          | 3          | 134        | 1          |
| 2004       | Японская Формула-3       | TOM’S                   | 20         | 2          | 2          | 138        | 5          |
| 2004       | Гран-при Макао Формулы-3 | TOM’S                   | 1          | 0          | 0          | Н/Д        | 13         |
| 2004       | Bahrain F3 Superprix     | TOM’S                   | 1          | 0          | 0          | Н/Д        | 7          |
| 2005       | Японская Формула-3       | TOM’S                   | 20         | 2          | 3          | 209        | 2          |
| 2005       | Гран-при Макао Формулы-3 | TOM’S                   | 1          | 0          | 0          | 0          | 5          |
| 2005       | Super GT (GT300)         | Kicchouhouzan with apr  | 7          | 1          | 0          | 52         | 8          |
| 2006       | Евросерия Формулы-3      | Manor Motorsport        | 20         | 1          | 0          | 36         | 7          |
| 2006       | Гран-при Макао Формулы-3 | Manor Motorsport        | 1          | 0          | 0          | Н/Д        | НК         |
| 2006       | Формула-3 Мастерс        | Manor Motorsport        | 1          | 0          | 0          | Н/Д        | 26         |
| 2007       | Формула-1                | Williams                | 1          | 0          | 0          | 0          | 22         |
| 2007       | GP2                      | DAMS                    | 21         | 0          | 1          | 44         | 5          |
| 2008       | Формула-1                | Williams                | 18         | 0          | 0          | 9          | 15         |
| 2009       | Формула-1                | Williams                | 17         | 0          | 0          | 0          | 20         |
| 2011       | Формула-Ниппон           | Petronas Team TOM’S     | 8          | 1          | 0          | 42         | 2          |
| 2011       | Super GT                 | Petronas Team TOM’S     | 6          | 0          | 0          | 28         | 10         |
| 2012       | Формула-Ниппон           | Petronas Team TOM’S     | 8          | 2          | 1          | 46         | 1          |
| 2012       | Super GT                 | Petronas Team TOM’S     | 8          | 0          | 0          | 40         | 7          |
| 2012       | FIA WEC — LMP1           | Toyota Racing           | 3          | 1          | 1          | 44         | 13         |
| 2012       | 24 часа Ле-Мана          | Toyota Racing           | 1          | 0          | 0          | —          | НФ         |
| 2013       | Супер-Формула            | Petronas Team TOM’S     | 7          | 2          | 1          | 24         | 4          |
| 2013       | Super GT                 | Petronas Team TOM’S     | 8          | 2          | 1          | 60         | 3          |
| 2013       | FIA WEC — LMP1           | Toyota Racing           | 8          | 1          | 1          | 37,5       | 12         |
| 2013       | 24 часа Ле-Мана          | Toyota Racing           | 1          | 0          | 0          | —          | 4          |
| 2014       | Супер-Формула            | Petronas Team TOM’S     | 9          | 2          | 1          | 46         | 1          |
| 2014       | Super GT                 | Petronas Team TOM’S     | 6          | 2          | 2          | 60         | 5          |
| 2014       | FIA WEC — LMP1           | Toyota Racing           | 5          | 0          | 2          | 71         | 8          |
| 2014       | 24 часа Ле-Мана          | Toyota Racing           | 1          | 0          | 0          | —          | НФ         |
| 2015       | Супер-Формула            | Petronas Team TOM’S     | 7          | 1          | 0          | 45,5       | 2          |
| 2015       | FIA WEC — LMP1           | Toyota Racing           | 7          | 0          | 0          | 75         | 7          |
| 2015       | 24 часа Ле-Мана          | Toyota Racing           | 1          | 0          | 0          | —          | 8          |
| 2016       | FIA WEC                  | Toyota Gazoo Racing     | 9          | 0          | 0          | 60         | 8          |
| 2016       | 24 часа Ле-Мана          | Toyota Gazoo Racing     | 1          | 0          | 0          | —          | НК         |
| 2016       | Супер-Формула            | Vantelin Team TOM's     | 9          | 0          | 1          | 22         | 6          |
| 2017       | FIA WEC                  | Toyota Gazoo Racing     | 9          | 5          | 0          | 183        | 2          |
| 2017       | 24 часа Ле-Мана          | Toyota Gazoo Racing     | 1          | 0          | 0          | —          | 8          |
| 2017       | Super GT                 | Lexus Team au TOM's     | 7          | 1          | 0          | 47         | 6          |
| 2017       | Супер-Формула            | Vantelin Team TOM's     | 7          | 1          | 1          | 22         | 5          |
| 2018       | Super GT                 | Lexus Team au TOM's     | 7          | 1          | 0          | 47         | 6          |
| 2018       | Супер-Формула            | Vantelin Team TOM's     | 5          | 0          | 0          | 15         | 6          |
| 2018       | 24 часа Ле-Мана          | Toyota Gazoo Racing     | 1          | 1          | 1          | —          | 1          |
| 2018–19    | FIA WEC                  | Toyota Gazoo Racing     | 8          | 5          | 4          | 198        | 1          |
| 2019       | Super GT                 | Lexus Team au TOM's     | 7          | 1          | 2          | 38         | 7          |
| 2019       | Супер-Формула            | Vantelin Team TOM's     | 7          | 0          | 0          | 12         | 12         |
| 2019       | 24 часа Ле-Мана          | Toyota Gazoo Racing     | 1          | 1          | 0          | —          | 1          |
| 2019-20    | FIA WEC                  | Toyota Gazoo Racing     | 8          | 2          | 0          | 202        | 2          |
| 2020       | Супер-Формула            | Vantelin Team TOM's     | 5          | 0          | 0          | 25         | 11         |
| 2020       | 24 часа Ле-Мана          | Toyota Gazoo Racing     | 1          | 1          | 0          | —          | 1          |
| 2021       | FIA WEC                  | Toyota Gazoo Racing     | 6          | 3          | 1          | 168        | 2          |
| 2021       | 24 часа Ле-Мана          | Toyota Gazoo Racing     | 1          | 0          | 0          | —          | 2          |
| 2021       | Супер-Формула            | Kuo Vantelin Team TOM's | 2          | 0          | 0          | 4          | 16         |
| Источник:  |                          |                         |            |            |            |            |            |

### Результаты выступлений в серии GP2
| Легенда к таблице |                                                                    |
| --- | ------------------------------------------------------------------ |
| В таблице перечислены результаты всех Гран-при Формулы-1, в которых принимал участие гонщик. Строками таблицы являются сезоны, столбцами — этапы чемпионата мира. В каждой клетке указаны сокращённое название этапа и результат, дополнительно обозначенный цветом. Расшифровка обозначений и цветов представлена в нижеследующей таблице. |                                                                    |
| \| Пример \| Описание \| \| ------------ \| ------------------------------------------------------------------ \| \| 1 \| Победитель \| \| 2 \| Второе место \| \| 3 \| Третье место \| \| 5 \| Финишировал, заработав очки \| \| Сход \| Не финишировал, но при этом заработал очки \| \| 12 \| Финишировал, не получив очков \| \| НКЛ \| Финишировал, но не попал в финальную классификацию \| \| 15 \| Участвовал вне зачёта, либо по отдельной классификации \| \| 18 \| Не финишировал, но попал в финальную классификацию \| \| Сход \| Не финишировал \| \| НКВ \| Не прошёл квалификацию \| \| НПКВ \| Не прошёл предквалификацию \| \| ДСК \| Дисквалифицирован \| \| ИСК \| Исключён из протокола соревнований \| \| ТТ \| Заявлен для участия только в тренировках \| \| НС \| Участвовал в квалификации, но не стартовал в гонке \| \| Т \| Травмирован или болен \| \| ОТК \| Отказ от участия \| \| НТР \| Прибыл на соревнования, но на трассу не выезжал \| \| НПР \| Был заявлен в числе участников, но не прибыл к началу соревнований \| \| О \| Соревнования отменены \| \| \| Не участвовал \| \| Поул-позиция \| \| \| Быстрый круг \| \| |                                                                    |
| Пример | Описание                                                           |
| 1 | Победитель                                                         |
| 2 | Второе место                                                       |
| 3 | Третье место                                                       |
| 5 | Финишировал, заработав очки                                        |
| Сход | Не финишировал, но при этом заработал очки                         |
| 12 | Финишировал, не получив очков                                      |
| НКЛ | Финишировал, но не попал в финальную классификацию                 |
| 15 | Участвовал вне зачёта, либо по отдельной классификации             |
| 18 | Не финишировал, но попал в финальную классификацию                 |
| Сход | Не финишировал                                                     |
| НКВ | Не прошёл квалификацию                                             |
| НПКВ | Не прошёл предквалификацию                                         |
| ДСК | Дисквалифицирован                                                  |
| ИСК | Исключён из протокола соревнований                                 |
| ТТ | Заявлен для участия только в тренировках                           |
| НС | Участвовал в квалификации, но не стартовал в гонке                 |
| Т | Травмирован или болен                                              |
| ОТК | Отказ от участия                                                   |
| НТР | Прибыл на соревнования, но на трассу не выезжал                    |
| НПР | Был заявлен в числе участников, но не прибыл к началу соревнований |
| О | Соревнования отменены                                              |
| | Не участвовал                                                      |
| Поул-позиция |                                                                    |
| Быстрый круг |                                                                    |

| Год  | Команда | 1        | 2       | 3        | 4       | 5        | 6        | 7       | 8       | 9       | 10      | 11      | 12      | 13         | 14      | 15         | 16        | 17       | 18         | 19      | 20      | 21      | ЛЗ | Очки |
| ---- | ------- | -------- | ------- | -------- | ------- | -------- | -------- | ------- | ------- | ------- | ------- | ------- | ------- | ---------- | ------- | ---------- | --------- | -------- | ---------- | ------- | ------- | ------- | -- | ---- |
| 2007 | DAMS    | БАХ 1 17 | БАХ 2 6 | ИСП 1 15 | ИСП 2 7 | МОН 1 10 | ФРА 1 17 | ФРА 2 6 | ВЕЛ 1 3 | ВЕЛ 2 3 | ЕВР 1 3 | ЕВР 2 3 | ВЕН 1 2 | ВЕН 2 Сход | ТУЦ 1 6 | ТУЦ 2 Сход | ИТА 1 ДСК | ИТА 2 18 | БЕЛ 1 Сход | БЕЛ 2 9 | ВАЛ 1 3 | ВАЛ 2 7 | 6  | 42   |

### Результаты выступлений в Формуле-1
| Легенда к таблице |                                                                    |
| --- | ------------------------------------------------------------------ |
| В таблице перечислены результаты всех Гран-при Формулы-1, в которых принимал участие гонщик. Строками таблицы являются сезоны, столбцами — этапы чемпионата мира. В каждой клетке указаны сокращённое название этапа и результат, дополнительно обозначенный цветом. Расшифровка обозначений и цветов представлена в нижеследующей таблице. |                                                                    |
| \| Пример \| Описание \| \| ------------ \| ------------------------------------------------------------------ \| \| 1 \| Победитель \| \| 2 \| Второе место \| \| 3 \| Третье место \| \| 5 \| Финишировал, заработав очки \| \| Сход \| Не финишировал, но при этом заработал очки \| \| 12 \| Финишировал, не получив очков \| \| НКЛ \| Финишировал, но не попал в финальную классификацию \| \| 15 \| Участвовал вне зачёта, либо по отдельной классификации \| \| 18 \| Не финишировал, но попал в финальную классификацию \| \| Сход \| Не финишировал \| \| НКВ \| Не прошёл квалификацию \| \| НПКВ \| Не прошёл предквалификацию \| \| ДСК \| Дисквалифицирован \| \| ИСК \| Исключён из протокола соревнований \| \| ТТ \| Заявлен для участия только в тренировках \| \| НС \| Участвовал в квалификации, но не стартовал в гонке \| \| Т \| Травмирован или болен \| \| ОТК \| Отказ от участия \| \| НТР \| Прибыл на соревнования, но на трассу не выезжал \| \| НПР \| Был заявлен в числе участников, но не прибыл к началу соревнований \| \| О \| Соревнования отменены \| \| \| Не участвовал \| \| Поул-позиция \| \| \| Быстрый круг \| \| |                                                                    |
| Пример | Описание                                                           |
| 1 | Победитель                                                         |
| 2 | Второе место                                                       |
| 3 | Третье место                                                       |
| 5 | Финишировал, заработав очки                                        |
| Сход | Не финишировал, но при этом заработал очки                         |
| 12 | Финишировал, не получив очков                                      |
| НКЛ | Финишировал, но не попал в финальную классификацию                 |
| 15 | Участвовал вне зачёта, либо по отдельной классификации             |
| 18 | Не финишировал, но попал в финальную классификацию                 |
| Сход | Не финишировал                                                     |
| НКВ | Не прошёл квалификацию                                             |
| НПКВ | Не прошёл предквалификацию                                         |
| ДСК | Дисквалифицирован                                                  |
| ИСК | Исключён из протокола соревнований                                 |
| ТТ | Заявлен для участия только в тренировках                           |
| НС | Участвовал в квалификации, но не стартовал в гонке                 |
| Т | Травмирован или болен                                              |
| ОТК | Отказ от участия                                                   |
| НТР | Прибыл на соревнования, но на трассу не выезжал                    |
| НПР | Был заявлен в числе участников, но не прибыл к началу соревнований |
| О | Соревнования отменены                                              |
| | Не участвовал                                                      |
| Поул-позиция |                                                                    |
| Быстрый круг |                                                                    |

| Год  | Команда       | Шасси         | Двигатель            | 1        | 2        | 3        | 4        | 5        | 6        | 7        | 8      | 9      | 10     | 11     | 12     | 13     | 14     | 15     | 16       | 17     | 18     | Место | Очки |
| ---- | ------------- | ------------- | -------------------- | -------- | -------- | -------- | -------- | -------- | -------- | -------- | ------ | ------ | ------ | ------ | ------ | ------ | ------ | ------ | -------- | ------ | ------ | ----- | ---- |
| 2007 | AT&T Williams | Williams FW29 | Toyota RVX-07 2.4 V8 | АВС тест | МАЛ тест | БАХ      | ИСП      | МОН      | КАН тест | США тест | ФРА    | ВЕЛ    | ЕВР    | ВЕН    | ТУР    | ИТА    | БЕЛ    | ЯПО    | КИТ тест | БРА 10 |        | 22    | 0    |
| 2008 | AT&T Williams | Williams FW30 | Toyota RVX-08 2.4 V8 | АВС 6    | МАЛ 17   | БАХ 14   | ИСП 7    | ТУР Сход | МОН 7    | КАН Сход | ФРА 15 | ВЕЛ 8  | ГЕР 14 | ВЕН 13 | ЕВР 15 | БЕЛ 14 | ИТА 12 | СИН 8  | ЯПО 15   | КИТ 12 | БРА 17 | 15    | 9    |
| 2009 | AT&T Williams | Williams FW31 | Toyota RVX-08 2.4 V8 | АВС Сход | МАЛ 15   | КИТ Сход | БАХ Сход | ИСП 13   | МОН 15   | ТУР 12   | ВЕЛ 11 | ГЕР 12 | ВЕН 9  | ЕВР 18 | БЕЛ 13 | ИТА 10 | СИН 9  | ЯПО 15 | БРА Сход | АБУ 13 |        | 19    | 0    |